# Fenyőkosztolány
Fenyőkosztolány, (szlovákul Jedľové Kostoľany) község Szlovákiában, a Nyitrai kerület Aranyosmaróti járásában.

## Fekvése
Aranyosmaróttól 14 km-re északkeletre, a Zsitva völgyében fekszik.

## Története
1075-ben említik először, 1387-ben Fenyeukoztolyan alakban említi oklevél, 1388-tól a hrussói váruradalom része volt. A falu 13 kis településből áll. Templomát az 1332. évi pápai tizedjegyzék már említi. 1424-ben vámszedőhely volt. 1536-ban sörfőzde működött a faluban. 1537-ben Thurzó Sándor birtoka lett, határában aranyat bányásztak, ezen kívül favágással foglalkoztak. 1601-ben 26 ház állt a településen. Lakói a 17. század elején evangélikusok lettek, katolikus egyházát 1710-ben alapították újra. 1720-ban 19 adózója volt. A 18. században üveghuta működött itt. A 19. században a Keglevich család volt a kegyura. 1828-ban 107 házában 691 lakos élt. A szénbányászat 1859-ben indult meg.
Vályi András szerint "Fenyő Kosztolán. Tót falu Nyitra Várm. lakosai katolikusok, fekszik Nyitra Vármegyének széle felé, határja hegyes, és soványas."
Fényes Elek szerint "Kosztolány (Fenyő-), Bars m. tót falu, K.-Tapolcsányhoz északra 2 mfd. Lakja (az irtásokat is ide számlálván) 871 kath. lak. Kath. paroch. templom. Erdeje roppant; legelője elég; de földjei soványak; üveghutája van. F. u. gr. Keglevics. Ut. p. Verebély."
A trianoni békeszerződésig Bars vármegye Aranyosmaróti járásához tartozott.

## Népessége
| Év:            | 1994. | 2004.   | 2014.   | 2024.   |
| -------------- | ----- | ------- | ------- | ------- |
| Emberek száma: | 1079  | 1011    | 922     | 871     |
| Eltérés:       |       | -6,30 % | -8,80 % | -5,53 % |

| Év:            | 2023. | 2024.   |
| -------------- | ----- | ------- |
| Emberek száma: | 879   | 871     |
| Eltérés:       |       | -0,91 % |

1880-ban 1008 lakosából 963 szlovák anyanyelvű volt.
1890-ben 999 lakosából 967 szlovák és 7 magyar anyanyelvű volt.
1900-ban 1127 lakosából 1102 szlovák és 14 magyar anyanyelvű volt.
1910-ben 1186 lakosából 1131 szlovák és 44 magyar anyanyelvű volt.
1921-ben 1534 lakosából 1459 csehszlovák és 44 magyar volt.
1930-ban 1490 lakosából 1487 csehszlovák és 2 magyar volt.
1991-ben 1142 lakosából 1109 szlovák és 1 magyar volt.
2001-ben 1029 lakosából 1005 szlovák és 1 magyar volt.
2011-ben 941 lakosából 901 szlovák és 1 magyar.

## Nevezetességei
- A Mindenszentek tiszteletére szentelt római katolikus temploma 1332 előtt épült, 1796-ban átépítették.
- 15. századi őrtorony romjai.
- A község központjában áll Nepomuki Szent János 1832-ben emelt szobra.
- Festői környezete vonzza a turistákat és a téli sportok kedvelőit.